# Глузман, Семён Фишелевич
Семён Фи́шелевич Глу́зман (род. 10 сентября 1946, Киев, УССР) — украинский психиатр, бывший политзаключённый, диссидент, общественный деятель. Исполнительный секретарь Ассоциации психиатров Украины.
Директор Украинско-американского бюро защиты прав человека и Международного медицинского реабилитационного центра для жертв войны и тоталитарных режимов (МРЦ). Член Американского общества психиатров, Королевского колледжа психиатров Великобритании, Общества психиатров и неврологов Германии. Сопредседатель Комитета «Бабий Яр». Автор многочисленных интервью, научных публикаций по проблемам прав человека, по вопросам этики и права в психиатрии, вопросам социальной психиатрии. Один из авторов Закона Украины «О психиатрической помощи» и других законодательных документов.
В соавторстве с другими исследователями Глузману принадлежит множество научных статей, посвящённых психиатрии на Украине, последствиям аварии на Чернобыльской АЭС для здоровья населения, восприятию риска данных последствий, формированию суицидальных идей, никотиновой зависимости, злоупотреблению алкоголем и агрессии в отношении половых партнёров.

## Биография
Родился 10 сентября 1946 года в Киеве, УССР. Отец — доктор медицинских наук Фишель Абрамович Глузман (1904—1987), учёный, занимавшийся патофизиологией. Мать — врач-терапевт Галина Петровна Глузман. Брат — доктор медицинских наук Даниил Фишелевич Глузман (1936—2022), онкогематолог и молекулярный биолог, лауреат Государственной премии Украины.
В 1970 году Глузман окончил Киевский медицинский институт. Работал в Житомирской психиатрической больнице в отделении детской психиатрии.
1971 — г. Коростень Житомирской области, психиатр.
1972 — больница скорой помощи в г. Киеве, психиатр.
Был близко знаком с Виктором Некрасовым (поводом для знакомства стал тот факт, что Глузман писал прозу) и с Леонидом Плющом. Через Л. Плюща передал родственникам генерала П. Григоренко, дважды признанного невменяемым в Институте им. Сербского, просьбу дать возможность ознакомиться с материалами по делу генерала.
В период своей работы в Житомирской психиатрической больнице Глузман написал заочную психиатрическую экспертизу П. Григоренко, использовав при этом все имевшиеся в его деле медицинские документы, которые были втайне переданы Глузману адвокатом Григоренко С. Каллистратовой, располагая также статьями самого Григоренко, его перепиской и устными сообщениями единомышленников и друзей и произведя опрос близких генерала. В экспертизе, результаты которой были опубликованы в самиздате, Глузман показал неправомерность выставленного представителями официальной психиатрии диагноза «паранойяльное развитие личности».
Впоследствии он отмечал по этому поводу:

Юридическая практика признает возможность и правомочность заочной психиатрической экспертизы. Но при соблюдении определённых условий. Например, ко мне приехала семья генерала, её члены несколько дней отвечали на мои вопросы о нём. Я собрал и обработал все его статьи в «самиздате».

Материалы экспертизы получили широкий резонанс, стали известны как в СССР, так и за рубежом. Проведённая в 1978 году в США, когда Григоренко уже находился в эмиграции, экспертиза подтвердила правоту заключения Глузмана: комиссия с участием известных психиатров, невролога, нейропсихолога долго беседовала с П. Григоренко и не обнаружила у него никаких признаков психического расстройства ни на момент обследования, ни в прошлом. Посмертная экспертиза в 1991—1992 годах в Ленинграде (Санкт-Петербурге) тоже подтвердила бездоказательность советских экспертиз по делу Григоренко и безосновательность многолетнего «лечения» генерала в психбольницах.
В мае 1972 года Глузман был арестован КГБ за «антисоветскую агитацию и пропаганду». Судом, который состоялся в октябре 1972 года, ему инкриминировалось распространение «самиздата» и «тамиздата», «ложной информации о нарушениях прав человека в СССР», в том числе о злоупотреблениях психиатрией в политических целях. Основной причиной ареста стала экспертиза по делу П. Григоренко.
По приговору суда Глузман получил 7 лет колонии и 3 года ссылки. Наказание отбывал на «политических» зонах ВС-389/35, ВС-389/36 и ВС-389/37 в Чусовском районе Пермской области. В лагере участвовал в общей борьбе политзаключённых за их права и подвергался репрессивным мерам вследствие этого. Дважды объявлял голодовку, оба раза длившуюся 4 месяца (к нему применяли принудительное кормление через зонд). Дважды, в 1978 и в 1979 году, его помещали на несколько месяцев во внутрилагерную тюрьму, так называемое ПКТ (помещение камерного типа): сырые холодные помещения, со сниженными — даже по сравнению с лагерными — нормами питания.
Во время пребывания в лагере Семён Глузман продолжал заниматься научной и публицистической деятельностью. В соавторстве с Владимиром Буковским написал статью «Пособие по психиатрии для инакомыслящих» (фактически Буковский — автор лишь предисловия, а основной текст статьи был написан Глузманом). Собирал и передавал на волю информацию о положении политзаключённых в лагерях, которая публиковалась и в западных изданиях, и в «самиздате»; составлял «Хронику зоны ВС 389/35». Заочно был избран членом международного пен-клуба. Стихи и проза Глузмана издавались на русском, украинском, английском, французском языках.
…Долгие годы после жизни в политическом лагере ночью меня посещал однообразный кошмар: четверо охранников забирают меня на этап, а я не успел сообщить товарищам, где спрятал рукописи, готовые к отправке из зоны…
1978 год Amnesty International объявила годом Семёна Глузмана.
С мая 1979 года Семён Глузман находился в ссылке в Тюменской области.
1982 — после возвращения из ссылки в Киев не имел прописки и возможности трудоустроиться по специальности. Устроился рабочим на киевском заводе «Промарматура».
Получил возможность работать врачом, после того как отправил письмо Андропову, где указал: «являюсь антисоветчиком и этого не скрываю», и просил дать возможность эмигрировать, чтобы трудоустроиться по специальности за границей. Через несколько недель после отправки письма Глузмана пригласили к начальнику отдела кадров Минздрава УССР; последовал звонок в горздрав с требованием немедленного трудоустройства и разрешение работать врачом соматического профиля, но только не психиатром.
С 1983 — педиатр в детской поликлинике. Работал в поликлинике несколько лет и получил должность заведующего отделением. Четыре года проработав педиатром, ушёл во время перестройки с официальной работы, написал сценарии двух фильмов и ряд статей. Первая из статей о злоупотреблениях психиатрией в СССР была опубликована в московском профессиональном врачебном издании «Медицинская газета».
1989—1990 — член Экспертной группы при Комитете по вопросам охраны здоровья Верховного Совета СССР, эксперт по проблемам психиатрии и наркологии Комитета конституционного надзора СССР.
С 1991 — исполнительный секретарь Ассоциации психиатров Украины.
В 1993—1995 годах был руководителем проекта «Модель системы информирования и планирования для Украины».
С 1993 — исполнительный директор Украинско-американского бюро защиты прав человека.
1994 — по просьбе Государственного департамента США выступал перед Конгрессом США в качестве эксперта по проблемам соблюдения прав человека на Украине.
1996—1999 — научный директор совместного американско-украинского проекта «Психическое здоровье детей, потерпевших вследствие аварии на Чернобыльской АЭС: опыт эпидемиологического исследования».
1998 — один из авторов Закона Украины «О психиатрической помощи» (в 2000 году был принят Верховной Радой Украины) и ряда законодательных документов.
1998—1999 — эксперт ООН по правам человека.
С 1999 года — директор Международного медицинского реабилитационного центра для жертв войны и тоталитарных режимов (МРЦ).
2000—2002 — член правления Международного фонда Сороса на Украине. Вышел из правления из-за своего несогласия с политикой Фонда.
2000—2003 — научный руководитель совместного американско-украинского исследования «Алкоголизм и психическое здоровье на Украине».
2008 — 14 июля. Участвовал в украинской телепрограмме «Свобода Слова»:

Почему я не захотел стать политиком? Я не жалею. Действительно, был период в начале независимости, когда меня уговаривали. Видимо, Господь Бог дал ума и предчувствия. Я плохо отношусь к украинским политикам. Я не считаю, что я проиграл. Я считаю, что я выиграл. Я влияю так, как я могу влиять. И я считаю, что зона моего влияния гораздо важнее, чем зона влияния кого-то из членов украинского парламента, хотя у меня нет таких денег, у меня нет своих масс-медиа. Но я полагаю, что я свой выбор совершил разумно, и мне нравится то место, которое я занимаю в украинском обществе. Мне нравится моя страна, но — я повторяю — мне не нравятся те, кто ею руководят.

Глузману принадлежит много высказываний на политические темы, например:
Слуги народа. Корты, конюшни, королевские апартаменты в гостиницах, бесхитростный бизнес, прежде называвшийся воровством из государственного бюджета. А я, наивный, так хотел свободы слова, свободы выезда и возвращения в страну. Сидел в карцерах, голодал… Зачем? Ради них? Рассуждал о правах человека, защищал слабых и гонимых. А они — приватизировали. Всё, и фабрики с заводами, и газовые трубы, и меня самого, наивного лоха, более миллиона долларов различных грантов честно использовавшего на перевод и публикацию нужных моей стране книг. Один из них, бывших комсомольских лидеров, ныне миллионер и уважаемый государственный муж, несколько лет назад сказал мне: «Всё просите чужие деньги, Семён Фишелевич? И опять — не себе. Так и жизнь ваша прошла. В карманах-то пусто. Не жалеете?»
Уже сожалею. Не о деньгах. О том, что не уехал, когда был молодым. Не смог, не захотел. Не смог оставить могилы лагерных друзей, одинокую маму Валеры Марченко, Лёлю Свитлычную. Конечно, лох.
И всё-таки мы существуем. Бессовестная власть, достаточно часто сменяемая, не сумела лишить нас стремления к свободе. К ограниченной законом европейской свободе. В отличие от большинства других постсоветских государств, мы способны научиться жить по-европейски. В нашей стране, как ни странно, существует стремление к справедливости. Не в парламенте, не в Администрации президента, не в Конституционном Суде. Укоренившаяся прежде в украинском обществе коммунистическая доктрина рассыпается. Понимаю, на смену ей приходят другие демагоги-«радикалы», столь же циничные и столь же неспособные породить и защитить общественное благо. Но и их время уйдёт. Вместе с ними. Постепенно, шаг за шагом в Украину возвращается нравственность. В этом и только в этом наша надежда. Надежда минимизировать легальную преступность. Патетические философские категории реально существуют.
Выступал в защиту пленённого в России украинского режиссёра Олега Сенцова.

## Членство в профессиональных организациях
- С 1979 года — почётный член Американской психиатрической ассоциации.
- С 1980 — член Королевского колледжа психиатров Великобритании.
- С 1981 — член Канадской психиатрической ассоциации.
- С 1990 — член Немецкого общества психиатров и неврологов.
- С 1992 — патрон Международного фонда «Женевская инициатива в психиатрии».
- С 1994 до 2003 — член Всемирного совета реабилитации жертв пыток.
- С 1998 — член Контрольного комитета по проблемам злоупотреблений психиатрией Всемирной психиатрической ассоциации[2].

## Награды и премии
- 1977 — именем Семёна Глузмана был официально назван психиатрический стационар в городе Сен-Дени (Франция).
- 1998 — лауреат Премии Европейского союза — США «За развитие демократии и гражданского общества».
- 1999 — лауреат общенациональной программы «Человек года» в номинации «Правозащитник года».
- 2001 — лауреат премии Американской психиатрической ассоциации «Защита прав человека» за выдающийся вклад в организацию защиты прав человека и психического здоровья в мире.
- 2002 — благодарность от Службы безопасности Украины за значительный личный вклад в дело утверждения и укрепления государственной безопасности Украины. Мотив — помощь Глузмана в издании журнала «З архівів ВЧК-ГПУ-НКВД-КГБ»[2].
- 2008 — Женевская премия по правам человека в области психиатрии, вручённая на XIV конгрессе Всемирной психиатрической ассоциации в Праге за «исключительное мужество и преданность идеалам гуманизма, за отказ от использования психиатрии против политических диссидентов, а также за распространение этических принципов при реформировании психиатрической службы на Украине»[42].

## Публикации

### Книги
- Gluzman, Semyon. On Soviet totalitarian psychiatry. — International Association on the Political Use of Psychiatry[англ.], 1989. — ISBN 90-72657-02-0.
- Глузман, Семён. Рисунки по памяти, или Воспоминания отсидента. — Киев: Издательский дом Дмитрия Бураго, 2012. — ISBN 978-966-489-121-6.
- Глузман, Семён. Псалмы и скорби. — Харьков: Фолио, 1994. — ISBN 5-7150-0168-4.
- Bukovskiĭ, Vladimir, Gluzman, Semyon. A manual on psychiatry for dissidents. — printed by Keuffel and Esser, 1976.
- Буковский Владимир, Глузман Семён. Пособие по психиатрии для инакомыслящих // Хроника защиты прав в СССР. — 1975. — Январь—февраль (№ 13). — С. 36—61. Статья также опубликована в: Коротенко Ада, Аликина Наталия. Советская психиатрия: Заблуждения и умысел. — Киев: Издательство «Сфера», 2002. — ISBN 966-7841-36-7.

### Научные работы

#### На русском языке

##### Без соавторов
- Глузман С.Ф. Этиология злоупотреблений в психиатрии: попытка мультидисциплинарного анализа // Нейроnews: Психоневрология и нейропсихиатрия : журнал. — 2010. — Январь (№ № 1 (20)). Архивировано из оригинала 11 июля 2011 года.
- Глузман, С.Ф. Злоупотребление психиатрией: социальные и юридические истоки // Философская и социологическая мысль : журнал. — Наукова думка, Інститут філософіï (Академія наук Украïнськоï РСР), 1990. — № 7. — С. 66. — ISSN 0235-3512.
- Глузман С. Ф. Украинское лицо судебной психиатрии // Новости медицины и фармации. — 2009. — № 15 (289).

##### В соавторстве
- Глузман С.Ф., Полтавец В.И., Кузнецов В.Н., Коротенко А.И., Насинник О.А., Чернявский В.М., Полубинская С.В. Модель системы информирования и планирования лечения для Украины: заключительный отчёт // Вісник асоціації психіатрів України : журнал. — 1998. — № 3. — С. 10—25.
- Глузман С.Ф., Головаха Е.И., Панина Н.В. Мнения и оценки врачей-психиатров Украины по актуальным вопросам психиатрической службы // Обозрение психиатрии и медицинской психологии имени В.М. Бехтерева[англ.] : журнал. — 1992. — № 2. — С. 41—50. — ISSN 0762-7475.

#### На английском языке

##### Без соавторов
- Gluzman, Semyon. Abuse of psychiatry: analysis of the guilt of medical personnel (англ.) // Journal of Medical Ethics[англ.] : journal. — 1991. — December (vol. 17, no. Supplement). — P. 19—20. — doi:10.1136/jme.17.Suppl.19. — PMID 1795363. — PMC 1378165.
- Gluzman, Semyon. The Chernobyl accident—a personal perspective // Clinical Oncology (Royal College of Radiologists, Great Britain). — 2011. — Май (т. 23, № 4). — С. 306—307. — doi:10.1016/j.clon.2011.01.504. — PMID 21376548.
- Gluzman, S. F. Law and psychiatry: the totalitarian experience // The Journal of the American Academy of Psychiatry and the Law[англ.]. — 2001. — Сентябрь (т. 29, № 3). — С. 330—335. — PMID 11592462.
- Gluzman, S. F. World psychiatry and the Soviet Union (англ.) // The Lancet : journal. — Elsevier, 1989. — September (vol. 334, no. 8664). — P. 678—679. — PMID 2570928.
- Gluzman, S. F. Fear of freedom: psychological decompensation or existentialist phenomenon? (англ.) // American Journal of Psychiatry : journal. — 1983. — January (vol. 139, no. 1). — P. 57—61. — ISSN 1535-7228. — PMID 7055278.

##### В соавторстве
- Adams, R. E.; Guey, L. T.; Gluzman, S. F.; Bromet, E. J. Psychological well-being and risk perceptions of mothers in Kyiv, Ukraine, 19 years after the Chornobyl disaster (англ.) // The International Journal of Social Psychiatry[англ.] : journal. — 2011. — November (vol. 57, no. 6). — P. 637—645. — doi:10.1177/0020764011415204. — PMID 21813484.
- Bromet, E. J.; Guey, L. T.; Taormina, D. P.; Carlson, G. A.; Havenaar, J. M.; Kotov, R.; Gluzman, S. F. Growing up in the shadow of Chornobyl: adolescents' risk perceptions and mental health (англ.) // Social Psychiatry and Psychiatric Epidemioly : journal. — 2011. — May (vol. 46, no. 5). — P. 393—402. — doi:10.1007/s00127-010-0203-5. — PMID 20221882.
- Bromet, E. J.; Taormina, D. P.; Guey, L. T.; Bijlsma, J. A.; Gluzman, S. F.; Havenaar, J. M.; Carlson, H.; Carlson, G. A. Subjective health legacy of the Chornobyl accident: a comparative study of 19-year olds in Kyiv (англ.) // BMC Public Health : journal. — 2009. — November (vol. 17, no. 6). — P. 14. — doi:10.1186/1471-2458-9-417. — PMID 19919706.
- Guey, L. T.; Bromet, E. J.; Gluzman, S. F.; Zakhozha, V.; Paniotto, V. Determinants of participation in a longitudinal two-stage study of the health consequences of the Chornobyl nuclear power plant accident (англ.) // BMC Medical Research Methodology : journal. — 2008. — May (vol. 8, no. 8). — P. 27. — doi:10.1186/1471-2288-8-27. — PMID 18466621. — PMC 2396662.
- O'Leary, K. D.; Tintle, N.; Bromet, E. J.; Gluzman, S. F. Descriptive epidemiology of intimate partner aggression in Ukraine (англ.) // Social Psychiatry and Psychiatric Epidemioly : journal. — 2008. — August (vol. 43, no. 8). — P. 619—626.. — doi:10.1007/s00127-008-0339-8. — PMID 18360731.
- Taormina, D. P.; Rozenblatt, S.; Guey, L. T.; Gluzman, S. F.; Carlson, G. A.; Havenaar, J. M.; Zakhozha, V.; Kotov, R et al. The Chornobyl accident and cognitive functioning: a follow-up study of infant evacuees at age 19 years (англ.) // Psychological Medicine[англ.] : journal. — 2008. — April (vol. 38, no. 4). — P. 489—497. — doi:10.1017/S0033291707002462. — PMID 18177528.
- Webb, C. P.; Bromet, E. J.; Tintle, N. L.; Schwartz, J. E.; Gluzman, S. F.; Kostyuchenko, S.; Havenaar, J. M. Smoking initiation and nicotine dependence symptoms in Ukraine: findings from the Ukraine World Mental Health survey (англ.) // Public Health : journal. — 2007. — September (vol. 121, no. 9). — P. 663—672. — doi:10.1016/j.puhe.2006.11.017. — PMID 17544466. — PMC 2793595.
- Bromet, E. J.; Gluzman, S. F.; Paniotto, V. I.; Webb, C. P.; Tintle, N. L.; Zakhozha, V.; Havenaar, J. M.; Gutkovich, Z et al. Epidemiology of psychiatric and alcohol disorders in Ukraine: findings from the Ukraine World Mental Health survey (англ.) // Social Psychiatry and Psychiatric Epidemiology[англ.] : journal. — 2005. — September (vol. 40, no. 9). — P. 681—690. — doi:10.1007/s00127-005-0927-9. — PMID 16160752.
- Bromet, E. J.; Havenaar, J. M.; Gluzman, S. F.; Tintle, N. L. Psychological aftermath of the Lviv air show disaster: a prospective controlled study (англ.) // Acta Psychiatrica Scandinavica : journal. — 2005. — September (vol. 112, no. 3). — P. 194—200. — doi:10.1111/j.1600-0447.2005.00566.x. — PMID 16095474.
- Bromet, E. J.; Goldgaber, D.; Carlson, G.; Panina, N.; Golovakha, E.; Gluzman, S. F.; Gilbert, T.; Gluzman, D et al. Children's well-being 11 years after the Chornobyl catastrophe (англ.) // Archives General Psychiatry : journal. — 2000. — June (vol. 57, no. 6). — P. 563—571. — PMID 10839334.
- Ougrin D., Gluzman S., Dratcu L. Psychiatry in post-communist Ukraine: dismantling the past, paving the way for the future (англ.) // The Psychiatrist : journal. — 2006. — December (vol. 30, no. 12). — P. 456—459. — doi:10.1192/pb.30.12.456.
- Gluzman, S. F.; Kostyuchenko, S. Psychiatry in Ukraine (недоступная ссылка — история) // International  Psychiatry. — 2006. — Апрель (т. 3, № 2). — С. 38—40. — ISSN 1749-3684.
- Bromet, E. J.; Gluzman, S. F.; Schwartz, J. E.; Goldgaber, D. Somatic symptoms in women 11 years after the Chornobyl accident: prevalence and risk factors (англ.) // Environmental Health Perspectives[англ.] : journal. — 2002. — August (vol. 110, no. Suppl 4). — P. 625—629. — PMID 12194897. — PMC 1241216.
- Litcher, L.; Bromet, E. J.; Carlson, G.; Squires, N.; Goldgaber, D.; Golovakha, E.; Gluzman, S. F. School and neuropsychological performance of evacuated children in Kyiv 11 years after the Chornobyl disaster (англ.) // Journal of Child Psychology and Psychiatry[англ.] : journal. — 2000. — March (vol. 41, no. 3). — P. 291—299. — doi:10.1111/1469-7610.00613. — PMID 10784076.
- Litcher, L.; Bromet, E. J.; Carlson, G.; Gilbert, T.; Panina, N.; Golovakha, E.; Goldgaber, D.; Gluzman, SF et al. Ukrainian application of the Children's Somatization Inventory: psychometric properties and associations with internalizing symptoms (англ.) // Journal of Abnormal Child Psychology[англ.] : journal. — 2001. — April (vol. 29, no. 2). — P. 165—175. — ISSN 1573-2835. — doi:10.1023/A:1005240214564. — PMID 11321631.
- Bromet, E. J.; Havenaar, J. M.; Tintle, N.; Kostyuchenko, S.; Kotov, R.; Gluzman, S. F. Suicide ideation, plans and attempts in Ukraine: findings from the Ukraine World Mental Health Survey (англ.) // Psychological Medicine[англ.] : journal. — 2007. — June (vol. 37, no. 6). — P. 807—819. — doi:10.1017/S0033291707009981. — PMID 17288636.
- Adler, N.; Gluzman, S. F. Soviet special psychiatric hospitals. Where the system was criminal and the inmates were sane (англ.) // British Journal of Psychiatry : journal. — Royal College of Psychiatrists[англ.], 1993. — December (no. 163). — P. 713—720. — doi:10.1192/bjp.163.6.713. — PMID 8306112.
- Webb, C. P.; Bromet, E. J.; Gluzman, S. F.; Tintle, N. L.; Schwartz, J. E.; Kostyuchenko, S.; Havenaar, J. M. Epidemiology of heavy alcohol use in Ukraine: findings from the world mental health survey (англ.) // Alcohol and Alcoholism[англ.] : journal. — 2005. — July-August (vol. 40, no. 4). — P. 327—335. — doi:10.1093/alcalc/agh152. — PMID 15824065.

#### На украинском языке
- Моісеєнко Р.О., Терещенко О.В., Марценковський І.А., Глузман С.Ф., Пінчук І.Я., Юрченко Т.В., Доленко О.В. Напрямки реформування системи охорони психічного здоров’я дітей і підлітків в Україні (укр.) // Український вісник психоневрології. — 2012. — Т. 20, № 1 (70) додаток.

### Статьи и доклады
- Глузман, Семён (2010). Расширенная судебно-психиатрическая заочная экспертиза по делу Григоренко Петра Григорьевича, 1907 г.р., украинца, жителя г. Москвы (восстановлено на основании копии Самиздата). Новости медицины и фармации (329). Архивировано 25 марта 2012. Дата обращения: 27 июля 2011.
- Глузман, Семён (2010). Мнение по поводу статьи «Отчет целевой группы ВПА по „перекачке" мозгов». Новости медицины и фармации (329). Архивировано 25 марта 2012. Дата обращения: 27 июля 2011.
- Глузман, Семён (2010). Об одной коллизии в праве. Новости медицины и фармации (329). Архивировано 25 марта 2012. Дата обращения: 27 июля 2011.
- Глузман Семён «Запах ненависті» Архивная копия от 19 ноября 2008 на Wayback Machine
- Семён Глузман: «Нам необходима социальная психиатрия» // Журнал «Пенсія» № 60, октябрь 2008 г.  (недоступная ссылка с 12-10-2016 [3218 дней])
- В Украине слишком много психбольниц: пресс-конференция С. Глузмана. — Украинское информационное агентство Новости, 4.10.2008. Архивировано 22 марта 2012 года.
- Семен Глузман: «Не лечитесь у профессоров!» Архивная копия от 22 апреля 2018 на Wayback Machine (интервью изданию «2000» : № 7(854) 16 — 22 февраля 2018 г.)
- Интервью с Семеном Глузманом:
  - Шарий, Анатолий. Беседы с Глузманом, ч. 1. Диссидент. from-ua.com. Дата обращения: 28 января 2013. Архивировано 28 марта 2012 года.
  - Шарий, Анатолий. Беседы с Глузманом, ч. 2. Срок. from-ua.com. Дата обращения: 28 января 2013. Архивировано 28 марта 2012 года.
  - Шарий, Анатолий. Беседы с Глузманом, ч. 3. Предательство. from-ua.com. Дата обращения: 28 января 2013. Архивировано 28 марта 2012 года.
  - Радченко Богдан «Страна ненужных героев» (интервью с Семёном Глузманом) // Кіевскій телеграфъ, 1 сентября 2003